# Rossz csillagzat
A Rossz csillagzat (Star-Crossed) 2014-es amerikai sci-fi, romantikus dráma-sorozat, amit Meredith Averill alkotott. A Rossz csillagzat 2014. február 17-én, hétfőn startolt a The CWn 20:00-kor keleten, 19:00-kor Közép helyeken.
2014. május 8-án a The CW elkaszálta a Rossz csillagzatot 1 évad után.

## Szinopszis
A közeli jövőben 2024-ben a történet egy kapcsolatot követ, ami egy ember lány és egy űrlény fiú között van, mikor ő és 6 másik a fajtájából integrálva lett egy középiskolába. A sorozat Louisina városában Edendale-ben játszódik.

## Szereplők

### Főszereplők
- Aimee Teegarden mint Emery Whitehill
- Matt Lanter mint Roman
- Grey Damon mint Grayson Montrose
- Malese Jow mint Julia Yeung
- Titus Makin Jr. mint Lukas Parnell
- Natalie Hall mint Taylor Beecham
- Chelsea Gilligan mint Teri
- Greg Finley mint Drake
- Brina Palencia mint Sophia

### Visszatérő szereplők
- Dora Madison Burge mint Zoe
- Jesse Luken mint Eric

### Vendégek
- Tahmoh Penikett mint SEU tiszt Jack Beaumont[6][7]
- Jay Huguley mint Ray Whitehill
- Andrea Frankle mint Michelle Whitehill
- Susan Walters mint Maia
- Jason Douglas mint Nox
- Deena Dill mint Margaret Montrose[8]
- Tom Hillmann mint Mr. Montrose
- Victoria Platt mint Gloria Garcia
- Merle Dandridge mint Vega
- Louise Lombard mint Saroya
- Johnathon Schaech mint Castor[9][10]
- Stephanie Jacobsen mint Eva Benton

## Fejlesztés és gyártás
A sorozat eredeti címe Oxigén lett volna, mialatt az Isla Producciones fejlesztette (együttműködve az Olé-val). Ezt átigazították az American Market-nak a Powwow által, mielőtt megszerezte a The CW. A Rossz csillagzat 2014. február 17-én hétfőn kezdődött a The CWn 20:00-kor keleten, 19:00-kor Közép helyeken. A sorozatot berendelték egy 13 részes szezonra.

## Szereposztás
2013-ban be lett jelentve, hogy Natalie Hall és Aimee Teegarden megkapták a szerepüket. 2013. február 25-én Grey Damon megkapta Grayson szerepét. Februárban be lett jelentve, hogy Malese Jow csatlakozott a sorozathoz Julia szerepét megkapva, aki tud gyógyítani űrlények által. 2013. március 5-én Matt Lanter is a stáb tagja lett, Aimee Teegarden mellett főszerepben. Bejelentették, hogy Tahmoh Penikett szerepelni fog egy SEU tisztként, Jack Beaumont-ként. Deena Dill megkapta Margaret Montrose szerepét együtt Johnathon Schaech-zel, aki Castor szerepét kapta meg.

## Nézettség
A pilot 2014. február 17-én debütált a The CWn 1,28 milliós nézettséggel. A második rész a "These Violent Delights Have Violent Ends" -et 2014. február 24-én adták le 1,14 milliós nézettséggel. A legnézettebb rész maga az első rész volt 1,28 millióval, míg a legnézettlenebb rész a "Some Consequence Yet Hanging in the Stars" rész volt 2014. április 14-én 0,76 millióval.

## Világszerte
A sorozatot Ausztráliaban, 8 és fél órával az Észak-Amerikai premier után 8:30-kor adták a Fox8-on 2014. február 18-án. A Fülöp-szigeteken 3 nappal az amerikai és ausztráliai premier után adták az ETC-n 2014. február 21-én 20 órakor. Az Egyesült Királyság-ban a Sky1 kezdte el adni a sorozatot 2014. április 4-én 20 órakor.

## Külső hivatkozások
- Hivatalos honlap
- A Rossz csillagzat az AXN honlapján
- A Rossz csillagzat az Internet Movie Database oldalain
- A Rossz csillagzat a PORT.hu-n